# Кубок Англії з футболу 1908—1909
Кубок Англії з футболу 1908—1909 — 38-й розіграш найстарішого футбольного турніру у світі, Кубка виклику Футбольної Асоціації, також відомого як Кубок Англії. Вперше титул здобув Манчестер Юнайтед.

## Перший раунд
| Дата                  | Господарі               | Рахунок | Гості                              |
| --------------------- | ----------------------- | ------- | ---------------------------------- |
| 16 січня              | Бірмінгем Сіті          | 2:5     | Портсмут                           |
| 16 січня              | Блекпул                 | 2:0     | Гастінгс-енд-Сент-Леонардс Юнайтед |
| 16 січня              | Честерфілд              | 0:2     | Глоссоп                            |
| 16 січня              | Бристоль Сіті           | 1:1     | Саутгемптон                        |
| 20 січня Перегравання | Саутгемптон             | 0:2     | Бристоль Сіті                      |
| 16 січня              | Бері                    | 8:0     | Кеттерінг                          |
| 16 січня              | Ліверпуль               | 5:1     | Лінкольн Сіті                      |
| 16 січня              | Престон Норт-Енд        | 1:0     | Мідлсбро                           |
| 16 січня              | Вотфорд                 | 1:1     | Лестер Фосс                        |
| 20 січня Перегравання | Лестер Фосс             | 3:1     | Вотфорд                            |
| 16 січня              | Ноттс Каунті            | 0:1     | Блекберн Роверз                    |
| 16 січня              | Ноттінгем Форест        | 2:0     | Астон Вілла                        |
| 16 січня              | Венсдей                 | 5:0     | Сток                               |
| 16 січня              | Грімсбі Таун            | 0:2     | Стокпорт Каунті                    |
| 16 січня              | Вулвергемптон Вондерерз | 2:2     | Крістал Пелес                      |
| 21 січня Перегравання | Крістал Пелес           | 4:2     | Вулвергемптон Вондерерз            |
| 16 січня              | Вест-Бромвіч Альбіон    | 3:1     | Болтон Вондерерз                   |
| 16 січня              | Лутон Таун              | 1:2     | Міллволл                           |
| 16 січня              | Евертон                 | 3:1     | Барнслі                            |
| 16 січня              | Рексем                  | 1:1     | Ексетер Сіті                       |
| 20 січня Перегравання | Ексетер Сіті            | 2:1     | Рексем                             |
| 16 січня              | Шеффілд Юнайтед         | 2:3     | Сандерленд                         |
| 16 січня              | Ньюкасл Юнайтед         | 5:0     | Клептон Орієнт                     |
| 16 січня              | Манчестер Сіті          | 3:4     | Тоттенгем Готспур                  |
| 16 січня              | Квінз Парк Рейнджерс    | 0:0     | Вест Гем Юнайтед                   |
| 20 січня Перегравання | Вест Гем Юнайтед        | 1:0     | Квінз Парк Рейнджерс               |
| 16 січня              | Фулгем                  | 4:1     | Карлайл Юнайтед                    |
| 16 січня              | Брентфорд               | 2:0     | Гейнсборо Триніті                  |
| 16 січня              | Бристоль Роверз         | 1:4     | Бернлі                             |
| 16 січня              | Нортгемптон Таун        | 1:1     | Дербі Каунті                       |
| 20 січня Перегравання | Дербі Каунті            | 4:2     | Нортгемптон Таун                   |
| 16 січня              | Манчестер Юнайтед       | 1:0     | Брайтон енд Гоув Альбіон           |
| 16 січня              | Норвіч Сіті             | 0:0     | Редінг                             |
| 20 січня Перегравання | Редінг                  | 1:1     | Норвіч Сіті                        |
| 25 січня Перегравання | Норвіч Сіті             | 3:2     | Редінг                             |
| 16 січня              | Плімут Аргайл           | 1:0     | Свіндон Таун                       |
| 16 січня              | Галл Сіті               | 1:1     | Челсі                              |
| 20 січня Перегравання | Челсі                   | 1:0     | Галл Сіті                          |
| 16 січня              | Олдем Атлетік           | 1:1     | Лідс Сіті                          |
| 20 січня Перегравання | Лідс Сіті               | 2:0     | Олдем Атлетік                      |
| 16 січня              | Кройдон Коммон          | 1:1     | Вулвіч Арсенал                     |
| 20 січня Перегравання | Вулвіч Арсенал          | 2:0     | Кройдон Коммон                     |
| 19 січня              | Бредфорд Сіті           | 2:0     | Воркінгтон                         |

## Другий раунд
До другого раунду увійшли переможці першого раунду.
| Дата                   | Господарі            | Рахунок | Гості            |
| ---------------------- | -------------------- | ------- | ---------------- |
| 6 лютого               | Бристоль Сіті        | 2:2     | Бері             |
| 10 лютого Перегравання | Бері                 | 0:1     | Бристоль Сіті    |
| 6 лютого               | Ліверпуль            | 2:3     | Норвіч Сіті      |
| 6 лютого               | Престон Норт-Енд     | 1:2     | Сандерленд       |
| 6 лютого               | Ноттінгем Форест     | 1:0     | Брентфорд        |
| 6 лютого               | Блекберн Роверз      | 2:1     | Челсі            |
| 6 лютого               | Вест-Бромвіч Альбіон | 1:2     | Бредфорд Сіті    |
| 6 лютого               | Лестер Фосс          | 0:2     | Дербі Каунті     |
| 6 лютого               | Вулвіч Арсенал       | 1:1     | Міллволл         |
| 10 лютого Перегравання | Міллволл             | 1:0     | Вулвіч Арсенал   |
| 6 лютого               | Стокпорт Каунті      | 1:1     | Глоссоп          |
| 9 лютого Перегравання  | Глоссоп              | 1:0     | Стокпорт Каунті  |
| 6 лютого               | Ньюкасл Юнайтед      | 2:1     | Блекпул          |
| 6 лютого               | Тоттенгем Готспур    | 1:0     | Фулгем           |
| 6 лютого               | Портсмут             | 2:2     | Венсдей          |
| 11 лютого Перегравання | Венсдей              | 3:0     | Портсмут         |
| 6 лютого               | Манчестер Юнайтед    | 1:0     | Евертон          |
| 6 лютого               | Плімут Аргайл        | 2:0     | Ексетер Сіті     |
| 6 лютого               | Лідс Сіті            | 1:1     | Вест Гем Юнайтед |
| 11 лютого Перегравання | Вест Гем Юнайтед     | 2:1     | Лідс Сіті        |
| 6 лютого               | Крістал Пелес        | 0:0     | Бернлі           |
| 11 лютого Перегравання | Бернлі               | 9:0     | Крістал Пелес    |

## Третій раунд
До третього раунду увійшли переможці другого раунду. 
| Дата                   | Господарі         | Рахунок | Гості             |
| ---------------------- | ----------------- | ------- | ----------------- |
| 20 лютого              | Бристоль Сіті     | 2:0     | Норвіч Сіті       |
| 20 лютого              | Бредфорд Сіті     | 0:1     | Сандерленд        |
| 20 лютого              | Ноттінгем Форест  | 3:1     | Міллволл          |
| 20 лютого              | Дербі Каунті      | 1:0     | Плімут Аргайл     |
| 20 лютого              | Венсдей           | 0:1     | Глоссоп           |
| 20 лютого              | Манчестер Юнайтед | 6:1     | Блекберн Роверз   |
| 20 лютого              | Тоттенгем Готспур | 0:0     | Бернлі            |
| 24 лютого Перегравання | Бернлі            | 3:1     | Тоттенгем Готспур |
| 20 лютого              | Вест Гем Юнайтед  | 0:0     | Ньюкасл Юнайтед   |
| 24 лютого Перегравання | Ньюкасл Юнайтед   | 2:1     | Вест Гем Юнайтед  |

## Четвертий раунд
У цьому раунді зіграли переможці попереднього етапу.
| Дата                    | Господарі       | Рахунок    | Гості             |
| ----------------------- | --------------- | ---------- | ----------------- |
| 5 березня               | Бернлі          | відмінений | Манчестер Юнайтед |
| 10 березня Перегравання | Бернлі          | 2:3        | Манчестер Юнайтед |
| 5 березня               | Ньюкасл Юнайтед | 2:2        | Сандерленд        |
| 10 березня Перегравання | Сандерленд      | 0:3        | Ньюкасл Юнайтед   |
| 5 березня               | Дербі Каунті    | 3:0        | Ноттінгем Форест  |
| 20 лютого               | Глоссоп         | 0:0        | Бристоль Сіті     |
| 24 лютого Перегравання  | Бристоль Сіті   | 1:0        | Глоссоп           |

## Півфінали
У півфіналах зіграли команди, що перемогли на попередньому етапі.
| Дата                    | Господарі         | Рахунок | Гості           |
| ----------------------- | ----------------- | ------- | --------------- |
| 27 березня              | Манчестер Юнайтед | 1:0     | Ньюкасл Юнайтед |
| 27 березня              | Бристоль Сіті     | 2:2     | Дербі Каунті    |
| 31 березня Перегравання | Бристоль Сіті     | 3:0     | Дербі Каунті    |

## Фінал
| 24 квітня 1909 |

| Бристоль Сіті | 0:1      | Манчестер Юнайтед |
| ------------- | -------- | ----------------- |
|               | Протокол | Тернбулл 22'      |

| Крістал Пелес, Лондон Глядачів: 71 401 Арбітр: Дж. Мейсон |